# 1789 في الولايات المتحدة
فيما يلي قوائم الأحداث التي وقعت خلال عام 1789 في الولايات المتحدة.

## سياسة

### تعيين في المنصب
- 4 مارس – أوليفر إلسوورث عضو مجلس الشيوخ الأمريكي.
- 4 مارس – إلبردج جيري عضو مجلس النواب الأمريكي.
- 4 مارس – تشارلز كارول من كارولتون عضو مجلس الشيوخ الأمريكي.
- 4 مارس – جورج ريد عضو مجلس الشيوخ الأمريكي.
- 4 مارس – جون لورانس عضو مجلس النواب الأمريكي.
- 4 مارس – روبرت موريس عضو مجلس الشيوخ الأمريكي.
- 4 مارس – روجر شيرمان عضو مجلس النواب الأمريكي.
- 4 مارس – ريتشارد باسيت عضو مجلس الشيوخ الأمريكي.
- 4 مارس – ريتشارد هنري لي عضو مجلس الشيوخ الأمريكي.
- 4 مارس – كاليب سترونغ عضو مجلس الشيوخ الأمريكي.
- 4 مارس – وليام باترسون عضو مجلس الشيوخ الأمريكي.
- 4 مارس – وليام فلويد عضو مجلس النواب الأمريكي.
- 30 أبريل – جورج واشنطن رئيس الولايات المتحدة.
- 30 أبريل – مارثا واشنطن السيدة الأولى للولايات المتحدة.
- 16 مايو – أبيجيل آدامز السيدة الثانية للولايات المتحدة.
- 16 يوليو – فيليب سكايلر عضو مجلس الشيوخ الأمريكي.
- 11 سبتمبر – ألكسندر هاميلتون وزير الخزانة الأمريكي.
- 12 سبتمبر – هنري نوكس وزير حرب الولايات المتحدة.
- 15 سبتمبر – جون جاي وزير الخارجية الأمريكي،رئيس المحكمة العليا للولايات المتحدة.
- 26 سبتمبر – إدموند راندولف نائب عام الولايات المتحدة.

### انتهاء فترة المنصب
- 1 يناير – بنيامين لينكون نائب حاكم ماساتشوستس [الإنجليزية]‏.
- 1 يناير – جيمس دوان عمدة مدينة نيويورك.
- 12 سبتمبر – هنري نوكس وزير حرب الولايات المتحدة.
- 15 سبتمبر – جون جاي United States Secretary of Foreign Affairs [الإنجليزية]‏.

## مواليد

### أبريل
- 6 أبريل – إسحاق هيل سياسي أمريكي.

### يوليو
- 18 يوليو – توماس كارلن سياسي أمريكي.

### أغسطس
- 16 أغسطس – عاموس كيندال سياسي أمريكي.

### سبتمبر
- 15 سبتمبر – جيمس فينيمور كوبر مؤلف أمريكي.

### ديسمبر
- 1 ديسمبر – وليام كار لاين سياسي من الولايات المتحدة الأمريكية.
- 15 ديسمبر – إدوارد بيشوب دادلي سياسي أمريكي.
- 17 ديسمبر – كليمنت كومر كلاي سياسي أمريكي.
- 22 ديسمبر – ليفي وودبري سياسي أمريكي.
- 28 ديسمبر – توماس يوينغ سياسي أمريكي.
- 29 ديسمبر – وليام مونتغمري سياسي من الولايات المتحدة الأمريكية.

## وفيات

### يناير
- 4 يناير – توماس نيلسون الابن (مواليد 1739) سياسي أمريكي.

### فبراير
- 12 فبراير – إيثان ألين (مواليد 1738) ضابط من الولايات المتحدة الأمريكية.

### أغسطس
- 26 أغسطس – ماري بل واشنطن (مواليد 1708)